# 阿通尤拉克卡卡山
14°12′32″S 70°38′48″W / 14.20889°S 70.64667°W
阿通尤拉克卡卡山（Jatunyurac Caca），是秘魯的山峰，位於該國東南部普諾大區，由梅爾加省的努尼奧瓦區負責管轄，屬於韋爾卡努塔山脈的一部分，海拔高度約5,000米。